# اوتشلیتسه
اوتشلیتسه (به چکی: Očelice) یک منطقهٔ مسکونی در جمهوری چک است که در ناحیه ریخنوف ناد کنیژنوو واقع شده‌است.